# Irsta
Irsta est une localité de 2 534 habitants située en Suède dans la banlieue de Västerås.